# عاطف عبد الرشيد
عاطف عبد الرشيد مبروك أو الدكتور عاطف عبد الرشيد ،إعلامي مصري ورئيس قناة الحافظ و قناة الصحة والجمال ومؤسس ورئيس عدة قنوات سابقاً وهي قناة الناس وقناة البركة وقناة الخليجية، ومؤلف لعدة كتب متخصصة في الأطفال، حاصل على بكالوريوس وماجستير ودكتوراه في الإعلام، متزوج وله 6 أبناء.

## مسيرته
- بكالوريوس الإعلام من كلية الإعلام جامعة القاهرة 1979م.
- ماجستير في الإعلام من جامعة عين شمس1990م.
- دكتوراة في الإعلام من جامعة عين شمس2007م.
- مدير الإنتاج والتخطيط والابتكار بشركة سفير للإنتاج الإعلامي ( لمدة 9 سنوات ) من عام 1982م إلي عام 1992م.
- مؤسس ومدير عام شركة أطفالنا للإنتاج الإعلامي ( لمدة 13 سنة) من عام 1992م إلي عام 2005م.
- مؤسس، ورئيس تحرير مجلة ( زيد ) القرآنية من عام 2002م إلي عام 2004م.
- مدير شركة عين للإنتاج الإعلامي (لمدة سنتان) من عام 2000م.
- مؤسس ومدير شركة هُنّ للنشر(لمدة 3 سنوات) من عام 2001م.
- مؤسس ومدير شركة أفكاركم (لمدة عام) عام 2004م.
- مؤسس، ورئيس قناة الناس الفضائية من عام 2005م إلي 2008م.
- مؤسس، ورئيس قناة البركة الفضائية 2007م.
- مؤسس ورئيس قناة الخليجية الفضائية (في ثوبها الجديد) من عام 2007م إلى 2008م.
- مؤسس، ورئيس قناة الحافظ الفضائية من عام 2007م حتي الآن.
- مؤسس، ورئيس قناة الصحة والجمال الفضائية من عام 2007م حتي الآن.
- إنتاج وتأليف مئات كتب الأطفال والموسوعات ودوائر المعارف.
- إنتاج العشرات من شرائط الكاسيت الدينية والتعليمية للأطفال.
- إنتاج وتأليف العشرات من الوسائل التعليمية للأطفال.
- إنتاج وتأليف عدة مناهج تعليمية للأطفال.
- إعداد وتقديم مئات الحلقات التلفزيونية في قناة الناس: حق الناس ـ ساعة الفرحة – المضيفة– قضاياكم قضايانا – المحكمة – في آخر ساعة.
- إعداد وتقديم أكثر من ألف حلقة في قناة الحافظ: الفرحة في كل مكان – فرحة ونور – قضاياكم في ميزان القرآن – في الميزان – أنا والرئيس – لقاء خاص.
- إعداد وتقديم مئات الحلقات التلفزيونية في قناة الصحة والجمال: محكمة الصحة والجمال – صحة وجمال يا غزة – وقلت يارب – خبطات – انتباه.
- إعداد وتقديم عشرات الحلقات التلفزيونية في قناة البركة: بركة نصف الليل.
- المشاركة في عشرات المؤتمرات الإعلامية داخل مصر وخارجها.
- عضو نقابة الصحفيين المصرية.
- عضو اتحاد الكتاب.
- عضو اتحاد الناشرين المصريين واتحاد الناشرين العرب.
- عضو الجمعية المصرية للإعلان.

مالك وصاحب فكرة مشروع وادي الحمام حديقة الحمام / بيت الحمام / نادي الحمام " o	وهي إنشاء أماكن لتجميع ومعيشة وإطعام الحمام بشكل حضاري؛ وعلمي وصحي وجمالي ومنظم ؛ بما يناسب بلاد الحرمين الشريفين بلد الوحي والإكرام.
o	تكون هذه الأماكن عبارة عن حدائق عامة ومنتزهات، تنشأ على أطراف المدن، بها بيوت للحمام، وبها خدمات متنوعة.

## إيقاف قناة الحافظ الفضائية
في 12/ 01/ 2013 أصدرت محكمة القضاء الإداري المصرية قراراً بوقف بث قناة الحافظ لمدة 30 يومًا، ومنع عاطف عبد الرشيد والداعية عبد الله بدر، من الظهور في أي وسيلة إعلامية أخرى لمدة مماثلة بسبب قيام القناة بسب الممثلة إلهام شاهين وإهانتها ببرنامج «في الميزان» حسب ما ورد بالقضية المرفوعة على القناة. وفي 3 يوليو تم اقتحام مقر قناة الحافظ من قبل الشرطة المصرية وإلقاء القبض عليه  ،ثم تم الإفراج عنه بعد ذلك بأيام.